# 농산물

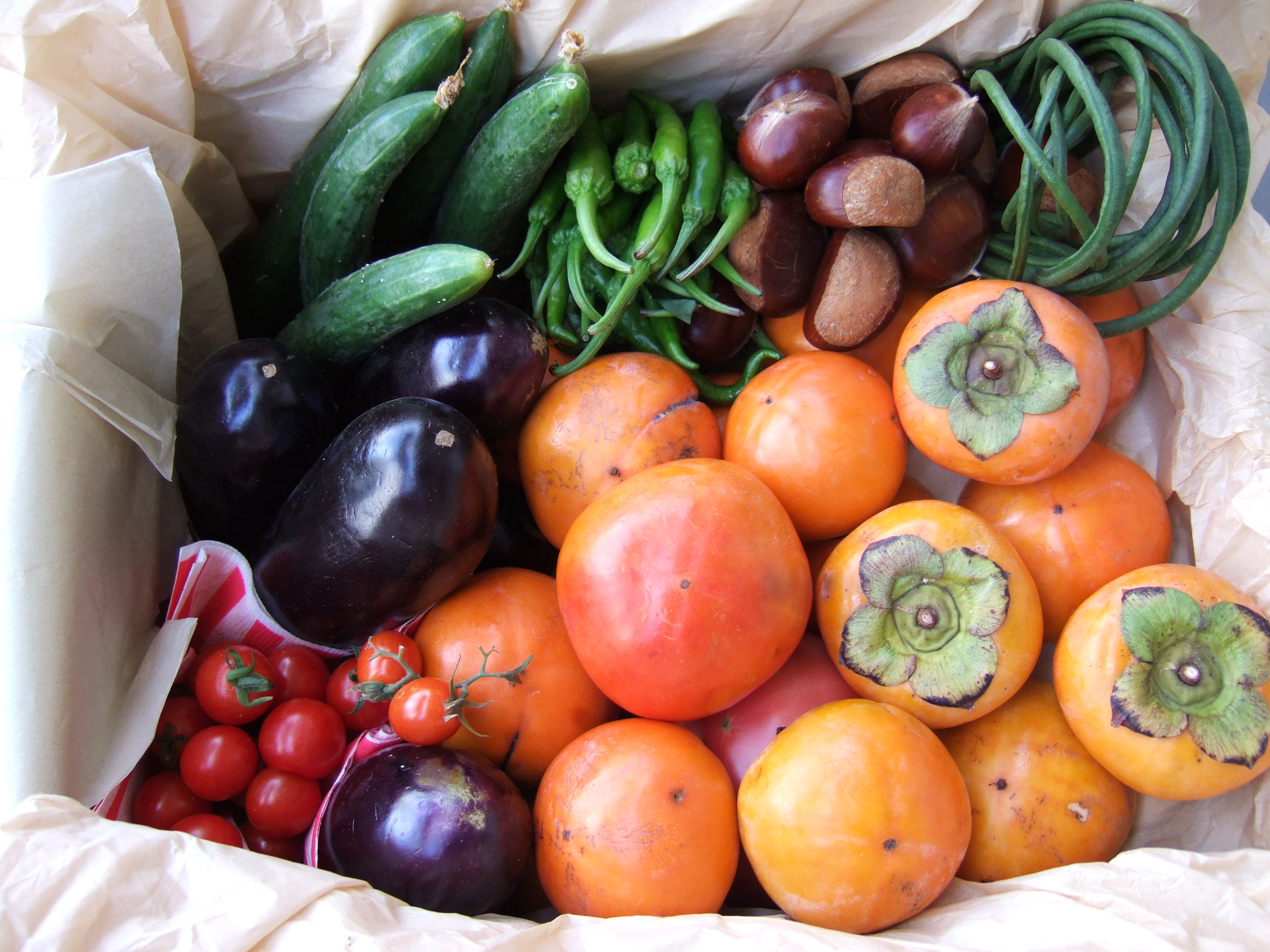
과일과 채소

농산물(農産物; produce)은 농업을 통해 생산된 물자이다. 곡식, 채소, 과일, 달걀, 특용 작물, 화훼 등이 있다.
농산물은 과일과 채소(곡물, 귀리 등도 때때로 농산물로 간주됨)를 포함하여 농장에서 생산되는 많은 작물을 가리키는 일반 용어이다. 보다 구체적으로, 농산물이라는 용어는 종종 제품이 신선하고 일반적으로 수확된 장소와 시기와 동일한 상태임을 의미한다.
슈퍼마켓에서는 이 용어가 과일과 채소를 보관하는 매장 구역을 가리키는 데에도 사용된다. 농산물은 청과물 상인(영국, 호주)과 농산물 시장에서 판매되는 주요 산물이다. 이 용어는 미국과 캐나다에서 널리 사용되고 일반적으로 사용되지만 다른 영어권 국가의 농업 부문 외부에서는 일반적으로 사용되지 않는다.
미국을 포함한 세계 일부 지역에서는 농산물에 가격 조회 코드가 적힌 작은 스티커가 표시되어 있다. 이러한 4자리 또는 5자리 코드는 농산물이 판매되는 장소의 계산대 및 재고 관리를 돕기 위한 표준화된 시스템이다.

## 보관
야채는 호흡을 줄이기 위해 0°~4.4°C(32~40°F) 사이에서 최적으로 보관된다. 일반적으로 야채는 높은 습도(상대습도 80~95%)에서 보관해야 하지만 박과(호박과)와 양파는 건조한 것을 선호하며 수분이 높으면 곰팡이가 생길 수 있다.

## 세균 오염
생 콩나물은 박테리아 감염 위험이 가장 높은 농산물 중 하나이다.
헹굼은 농산물의 박테리아 수를 이전 수준의 약 10%로 줄이는 효과적인 방법이다.
야채에 사용되는 폐수는 배설물, 살모넬라 또는 기타 박테리아로 인한 오염으로 인해 오염원이 될 수 있다. 덴마크가 닭에서 살모넬라균을 제거한 후, 돼지와 같은 다른 동물의 배설물 오염으로 인해 야채가 질병의 원인으로 관심을 끌었다.

## 같이 보기
- 농작물
- 식품산업
- 이력 추적제